# Abby Bishop
Abby Bishop (29 de novembro de 1988) é uma basquetebolista profissional australiana, medalhista olímpica.

## Carreira
Abby Bishop integrou a Seleção Australiana de Basquetebol Feminino, em Londres 2012, conquistando a medalha de bronze.